# Herz-Jesu-Kirche (Falera)

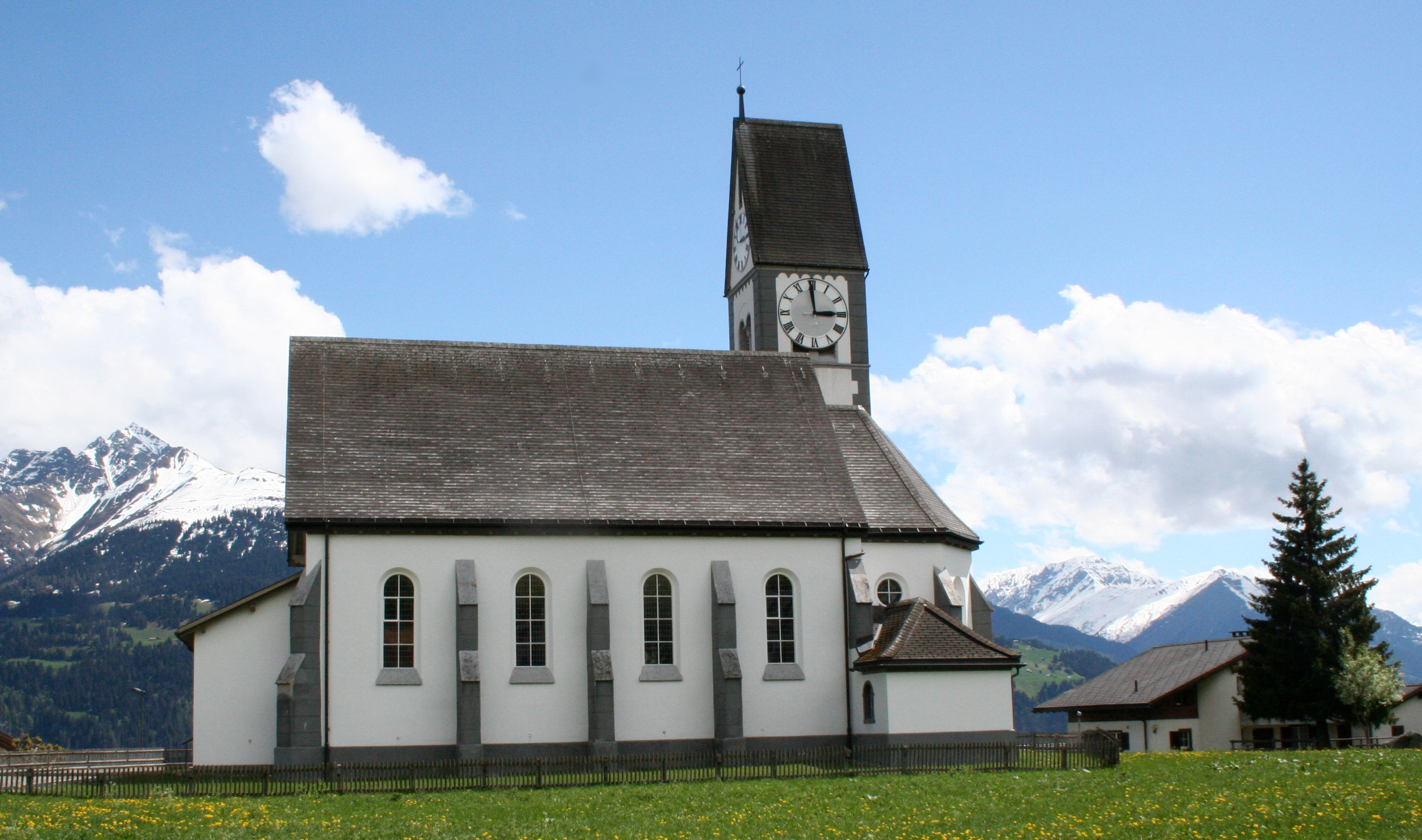
Herz-Jesu-Kirche Falera

Die katholische  Herz-Jesu-Kirche in Falera in der Surselva im schweizerischen Kanton Graubünden wurde in den Jahren 1903/04 erbaut.

## Geschichte

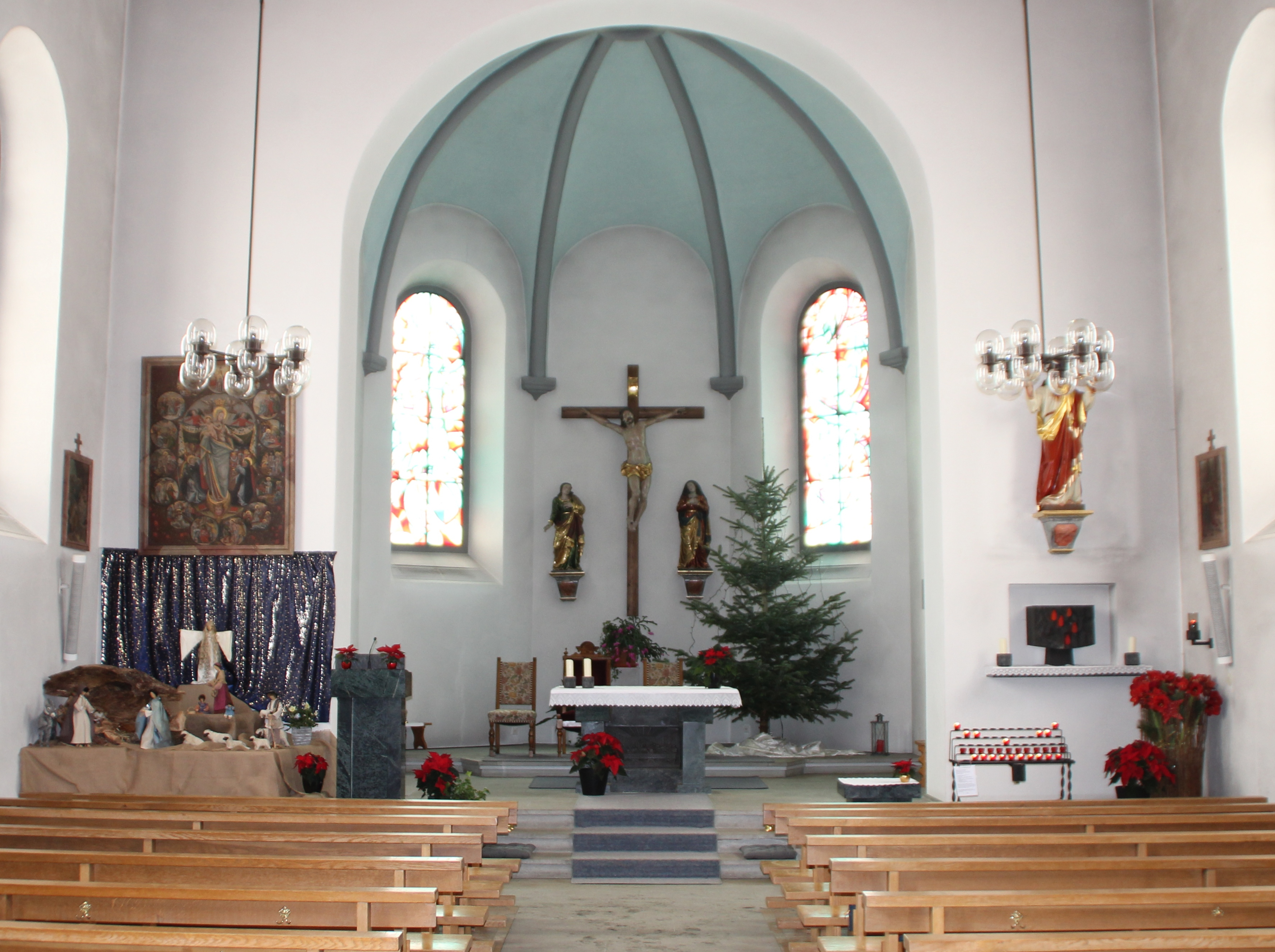
Innenansicht

Da besonders in kalten und schneereichen Wintern für ältere Leute der Weg hinauf zur alten Kirche St. Remigius zu beschwerlich wurde, tauchte schon in der ersten Hälfte des 19. Jahrhunderts der Wunsch nach einer neuen Kirche im Dorf auf. Vermutlich aus Angst vor hohen Kosten wurde das Bauvorhaben immer wieder hinausgeschoben.
Am 1. Oktober 1900, am Fest des Heiligen  Remigius, wünschten sich der Gemeindevorstand und die Kirchenvögte vom neuen Pfarrer Mathias Hemmi, er möge ernsthaft den Bau einer neuen Kirche an die Hand nehmen.
Durch private Spenden, den Verkauf eines Altars aus der Remigius-Kirche und Beiträgen aus Fonds und der Gemeinde kam ein Betrag von Fr. 30'000 zusammen. Mit der Planung beauftragt wurde der angesehene Architekt August Hardegger aus St. Gallen. An der Gemeindeversammlung vom 11. Mai 1902 beschlossen die Stimmberechtigten, nach seinen Plänen eine Kirche zu bauen. Der Bau des Turmes sollte hinausgeschoben werden, falls die Mittel dazu nicht ausreichten. Baugrund und Bauholz wurden unentgeltlich zur Verfügung gestellt, die Steine stammten aus den Wiesen der Umgebung. Holz und Steine wurden von den Bauern in freiwilliger Fronarbeit bearbeitet. Kinder und Jugendliche sammelten Sand oberhalb des Dorfes und reinigten ihn im Dorfbach.
Am 24. Mai 1903 segnete der ehemalige Pfarrer Faleras und Bischofsvikar Gieri Antoni Vieli den Grundstein, am 11. Juli 1904 war der Bau abgeschlossen. Am 7. August 1905 wurden vom italienischen Altarbauer Augustin Valentin noch drei Altäre und die Kanzel geliefert. 1916 wurde eine elektrische Beleuchtung eingebaut, 1927 entstand auf der Nordseite eine zweite Sakristei.

## Glocken

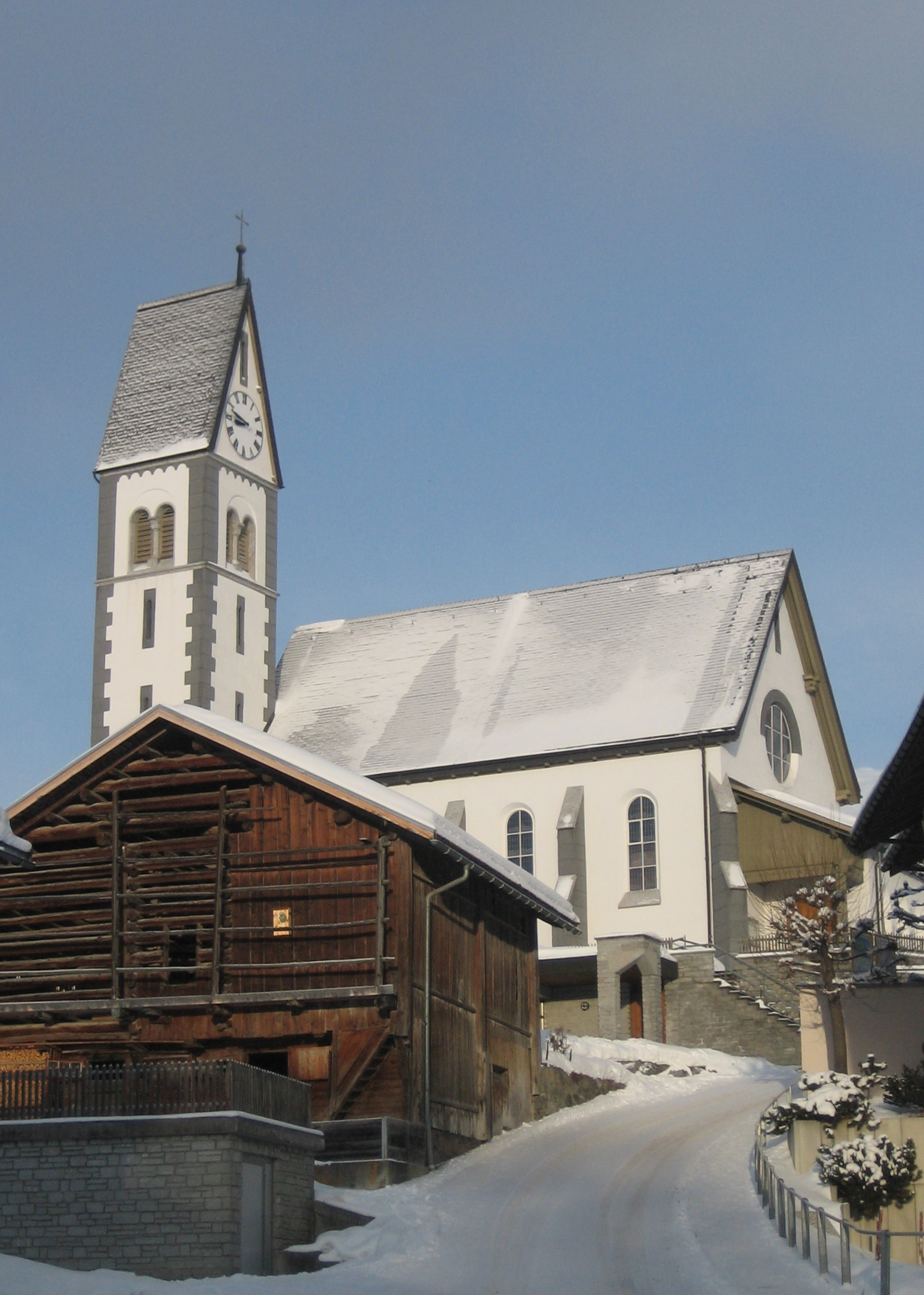
Ansicht von Süden

Im Sommer 1904 wurden von der evangelischen Gemeinde Rorschach drei vom Bochumer Verein gegossene Stahlglocken mit Gestühl und eine Uhr geliefert. Die Kosten von Fr. 2000.- übernahm ein anonymer Spender. Am Weihnachtsabend 1904 wurden die Glocken derart ungestüm geläutet, dass es eine Glocke überschlug. Sie traf mit der darüber hängenden zusammen und bekam einen Riss. Die Bochumer Firma nahm die beschädigte Glocke zurück und lieferte für den Betrag von Fr. 1268.- zwei neue. Das Geläute war auf f, a, c, und dis gestimmt und war bis 1961 in Betrieb.
Um 1950 wollte man das als hart empfundene Geläute ersetzen. Gegen Pläne, dafür die alten Glocken von St. Remigius zu verkaufen, erhob sich Widerstand. Ein grosser Teil der Kosten von Fr. 36'000.- wurden durch Spenden und Kollekten gedeckt. Unter Pfarrer Tumaisch Berther, Pfarrer in Falera von 1960 bis 1984, wurden von der Glockengiesserei H. Rüetschi in Aarau im Herbst 1961 vier neue Glocken geliefert. Sie sind auf es, g, b und c gestimmt.

## Orgeln
Während des ersten Jahres begnügte man sich mit einem Harmonium. Am 1. November 1905 kaufte Pfarrer Alfons Stoffel für den Betrag von Fr. 1548 eine kleine Occasionsorgel der Firma Weggenstein.
1920 kaufte die Pfarrei zum Preis von rund Fr. 10'000 von der Firma Späth in Ennetach eine neue Orgel mit sechzehn Registern und zwei Manualen. Sie war bis zur Renovation im Jahr 1968 in Betrieb. Dann wurde von der Firma Orgelbau Felsberg eine neue Orgel mit zehn Registern und einem Manual eingebaut. 2008 wird das Instrument um ein Schwellwerk mit sechs zusätzlichen Registern erweitert.

## Renovationen

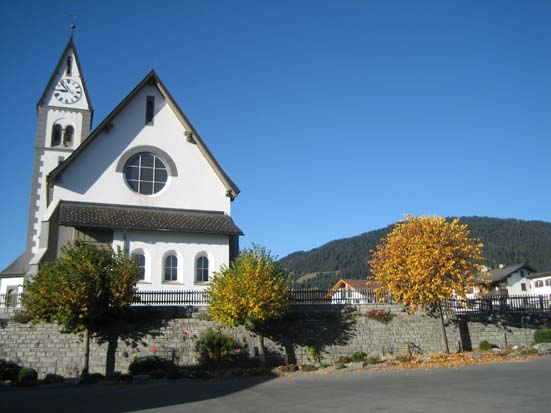
Ansicht von Osten

Im Juli 1942 wurde die Turmuhr revidiert. Das Zifferblatt an der Westseite wurde entfernt und an der mehr dem Dorf zugewandten  Nordseite angebracht.
1950 wurde die Kirche einer Aussenrenovation unterzogen. Ihr beige-gelber Anstrich sah nach jedem Regen so aus, als ob die Kirche mit schmutzigem Wasser begossen worden war und vermochte nicht wirklich zu überzeugen.
Zu Beginn der 1960er Jahre machte die Kirche einen verwahrlosten Eindruck. Abgesehen von einem neuen Anstrich war nie etwas instand gestellt worden. Weil die Nordseite der Kirche auf einer Sandunterlage, die Südseite jedoch auf Fels gebaut war, senkte sich die Nordseite um zehn Zentimeter; am Gewölbe traten Risse auf. Zudem sollte das Innere den am Zweiten Vatikanischen Konzil beschlossenen liturgischen Änderungen Rechnung tragen.
Pfarrer Tumaisch Berther sammelte gegen Fr. 400'000, die in eine umfassende Renovation investiert werden sollten. Im August 1964 stimmte die Gemeindeversammlung  dem Projekt zu. Am 1. Mai 1966 erteilten die Stimmberechtigten auch den Frauen das Stimmrecht in Sachen Kirchenrenovation. Mit der Planung beauftragt wurde Othmar Fetz aus Ilanz.
Durch die Renovation wurde die Kirche grundlegend umgestaltet. Die Blechspitze auf dem Turm wurde entfernt, die roten Ziegel des Daches wichen Eternitplatten, die Eingangshalle wurde abgerissen und neu gestaltet und die Fassade weiß gestrichen. Im Innern wurden die Empore angehoben, neue Bänke eingebaut und die Gewölbedecke durch eine Kassettendecke ersetzt. Die drei Altäre wurden entfernt, stattdessen wurde der Chorraum durch ein Kreuz und zwei Barockstatuen geschmückt.
1983 wurde das Kircheninnere aufgefrischt und die Decke besser isoliert. Zudem wurden die elektrischen Installationen und die Beleuchtung ersetzt.
Ende August 1998 wurde die Aussenrenovation abgeschlossen, bei der die Kirche ihr heutiges Aussehen erhielt.